# Ozyptila confluens
Ozyptila confluens är en spindelart som först beskrevs av Carl Ludwig Koch 1845.  Ozyptila confluens ingår i släktet Ozyptila och familjen krabbspindlar. Inga underarter finns listade i Catalogue of Life.